# Johnny Fontane
Johnny Fontane es un cantautor ficticio, que pertenece al universo de la novela El padrino de Mario Puzo. Aparece también en la primera película de la trilogía de El padrino, todas ellas dirigidas por Francis Ford Coppola. En este film, Johnny Fontane es interpretado por el actor Al Martino. En la película, Johnny es un personaje secundario, sin embargo el autor le dedica una parte de la novela a su historia. Por cuestiones de tiempo y personales, Coppola decidió minimizar el personaje del cantante Johnny limitándolo a aparecer en unas cuantas escenas también aparece al principio de El padrino III cantando en la boda de Constanza.
Johnny se puede interpretar como una parodia del actor y cantante estadounidense Frank Sinatra.

## Historia
Johnny es uno de los más distinguidos ahijados del Padrino, Don Vito Corleone. Es un cantante-actor bastante famoso cuya carrera despegó gracias a su padrino. La historia no cuenta mucho sobre los orígenes o la vida de Johnny, solo habla de cómo era un muchacho humilde y gentil, que cantaba y lo hacía bastante bien al lado de su amigo Nino Valenti, que luego cantan en las Vegas.
Pronto un productor le engañó para que firmara un contrato que lo esclavizaría y lo haría trabajar por poco dinero, peor aún, lo imposibilitaba para crecer en el mundo del espectáculo, fue cuando Johnny le pidió ayuda al Don Corleone, quien lo ayudó usando la persuasión, sus fascinantes "dotes" de negociación y principalmente, una pistola. Ya libre, Fontane empezaría una carrera brillante como luminaria en Hollywood California.
Pronto había dejado a su mujer, a quien conocía de la infancia, por una de los miles de actrices de Hollywood; también perdía poco a poco su voz debido a la bebida y al tabaco y además sus hijos no querían verle, pero lo que más le preocupaba, era que su última oportunidad como actor parecía escapársele de las manos, pues Jack Woltz, productor de una película en la cual Fontane encajaba perfecto como actor, lo odiaba profundamente a causa de un lío de faldas. Fue aquí cuando decidió visitar a su padrino con motivo de la boda de la hija de éste para pedirle nuevamente su ayuda. Don Vito le recriminó que se quejaba demasiado, pues todos sus problemas eran simples líos, en comparación con su antiguo amigo Nino Valenti; pues a Nino, la vida lo trataba mucho peor y él, Johnny Fontane, nunca se había preocupado por ayudarle, aún a pesar de esto Nino jamás se había quejado de él había renegado de su amistad.
Don Corleone se compromete a ayudar, en agradecimiento a Johnny por tener siempre consideración con el y ser, por lo general, un buen ahijado que siempre lo trató con mucho respeto. A pesar de que el Don le había advertido no visitarlo (pues le perjudicaría que lo vieran relacionado con un hombre acusado de ser mafioso), Johnny decidió visitar al Don y cantar algunas canciones en la boda de Connie Corleone. El Don, contento por el detalle de Johnny, acepta intervenir como negociador con Woltz, pidiéndole como un favor que le diera el trabajo a su ahijado. El trabajo lo asignó a Tom Hagen y éste se encargó de conseguir el papel para Johnny, usando métodos poco ortodoxos. Tom se ve obligado a demostrar el poder del Don ante Woltz, quien se negaba a aceptar el "favor", Woltz se sentía protegido por su relación de amistad con el director del FBI. Tom tuvo que mostrarle el poder del Don, pues de poco habían servido las amenazas sobre una huelga en el sindicato de trabajadores (que estaba bajo el control Corleone), Tom ordena asesinar el caballo favorito (y más reciente afición) del productor como prueba de los alcances del padrino. A pesar del dispositivo de seguridad, Tom consigue el trabajo para Johnny, ya que Woltz despertó despavorido al ver que la cabeza de su amado caballo estaba sobre su cama, escena que se convirtió en un ícono de la cultura popular.

## Diferencias en la película y el libro
Por cuestión de tiempo y a petición del mismo Frank Sinatra, Johnny Fontane aparece simplemente como un personaje secundario, casi un extra, sus pocas participaciones son cuando se presenta ante el Don a pedir su favor especial, y cuando Michael Corleone le pide ayuda como participante en su nuevo Casino, Nino Valenti es un extra.
En el libro, Johnny es ayudado por el Don para ganar un Óscar. Éste a su vez, como pago, ayuda a su viejo amigo Nino Valenti, que a fin de cuentas es también ahijado de Don Corleone, junto a él, graba un disco cantando a dueto como en los viejos tiempos, un disco que para sorpresa de todos, empieza a venderse bastante bien. También Johnny recibe instrucciones de Hagen para realizar una película, ahora como productor, financiado, por supuesto, por los Corleone. Es aquí cuando Johnny se da cuenta de todos los errores que ha cometido en su vida y empieza a revalorarla. También entiende por qué, Nino Valenti, teniendo un talento parecido, si no es que superior al suyo nunca aceptó la vida de una gran estrella. Entendió que el precio del éxito era muy grande y que Nino jamás estuvo dispuesto a pagarlo. Poco tiempo después, al cantante le diagnostican su problema de voz que consistía en pequeños tumores benignos alojados en la garganta. Posteriormente Nino Valenti muere a causa de su severo alcoholismo, Johnny acompaña a su amigo hasta la muerte, después de haberlo convertido en una estrella.

## Semejanzas con Frank Sinatra
Cuando Puzo escribió la novela, posiblemente no se imaginaba que fuera a ser llevada a la pantalla grande. Su personaje de Johnny Fontane, según palabras del propio director del filme, Coppola, está basado en el cantante estadounidense Frank Sinatra. Hay muchas similitudes del personaje ficticio con el cantante, pues ambos tenían relación indirecta con la mafia, los dos gustaban de vestir trajes impecablemente blancos, también cantaban canciones románticas y sin ser tan agraciados físicamente, tenían bastante éxito con las mujeres. Sin embargo, la mayor similitud fue el hecho de que Sinatra en alguna ocasión se presentó a cantar en la boda de una de las hijas de un mafioso en Nueva York, lo que inspiró a Mario Puzo para su personaje, quien hace su aparición precisamente cantando en la boda de Connie Corleone, hija de Don Vito Corleone.
Según palabras de Francis Ford Coppola, Sinatra le pidió que minimizara dicho personaje en la película, por lo cual Johnny Fontane no tiene mucha participación en el filme, aunque el autor de la novela le dedica un capítulo a su historia.